# Gymnosoma obliqua
Gymnosoma obliqua là một loài ruồi trong họ Tachinidae.